# Naturschutzgebiet Löcknitztal
Das Naturschutzgebiet Löcknitztal ist ein 488 Hektar großes Naturschutzgebiet im Landkreis Oder-Spree in Brandenburg. Es befindet sich in der Berlin-Fürstenwalder Spreetalniederung zwischen Kienbaum und Grünheide. Es wird von dem namensgebenden Fluss Löcknitz, einem rechten Nebenfluss der Spree in einem 13 km langen Niedermoor mäanderförmig durchflossen.

## Geschichte
Das Tal entstand in einer ehemals eiszeitlichen Schmelzwasserrinne. Eine erste Nutzung ist aus dem 18. Jahrhundert überliefert. 1912 wurde der untere Teil der Löcknitz für die Schifffahrt freigegeben und wird heute intensiv touristisch genutzt, er ist daher nicht in das Gebiet einbezogen. Das Tal bestand bis in die 1960er Jahre in großen Teilen aus Wiesenflächen, die landwirtschaftlich genutzt wurden. Anschließend wurden Erlen und Weiden eingebracht, die sich seither ausbreiten. 1984 wurde das Gebiet unter Naturschutz gestellt und 2002 in das europäische Schutzgebietsnetz Natura 2000 als Fauna-Flora-Habitat aufgenommen. Es wird von der Interessengemeinschaft Löcknitztal e. V.  betreut, die hierfür mit dem Naturschutzpreis der Stiftung NaturSchutzFonds Brandenburg ausgezeichnet wurde. Die IG hat in Zusammenarbeit mit dem Naturschutzbund Deutschlands Teile des Gebietes an einen Familienbetrieb zur Schafbeweidung verpachtet. Hierdurch ist es möglich, weniger durchsetzungsstarke Pflanzen wie Orchideen zu fördern und Sukzession zu vermeiden.

## Ausgestaltung

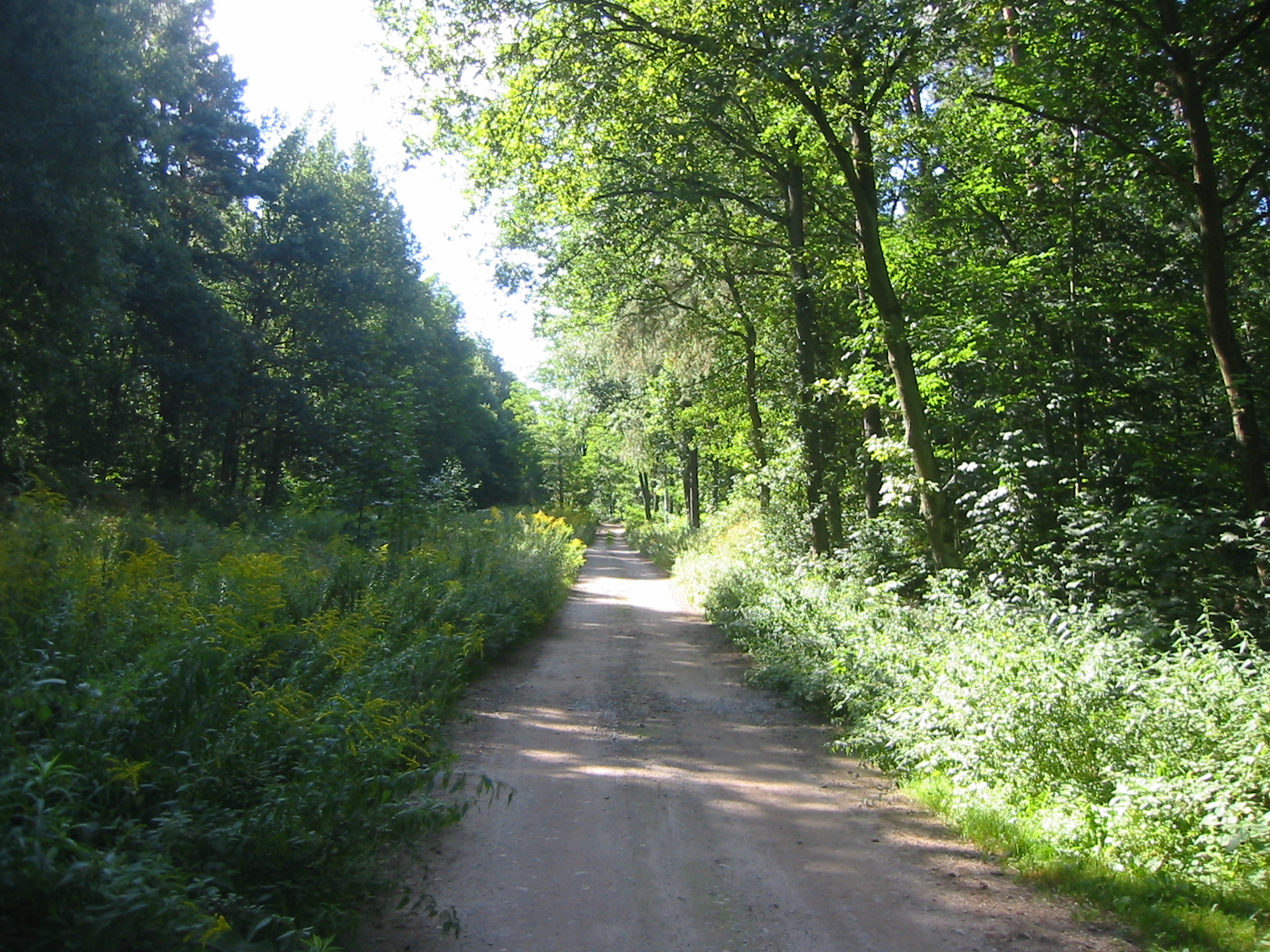
Wanderweg durch das Naturschutzgebiet

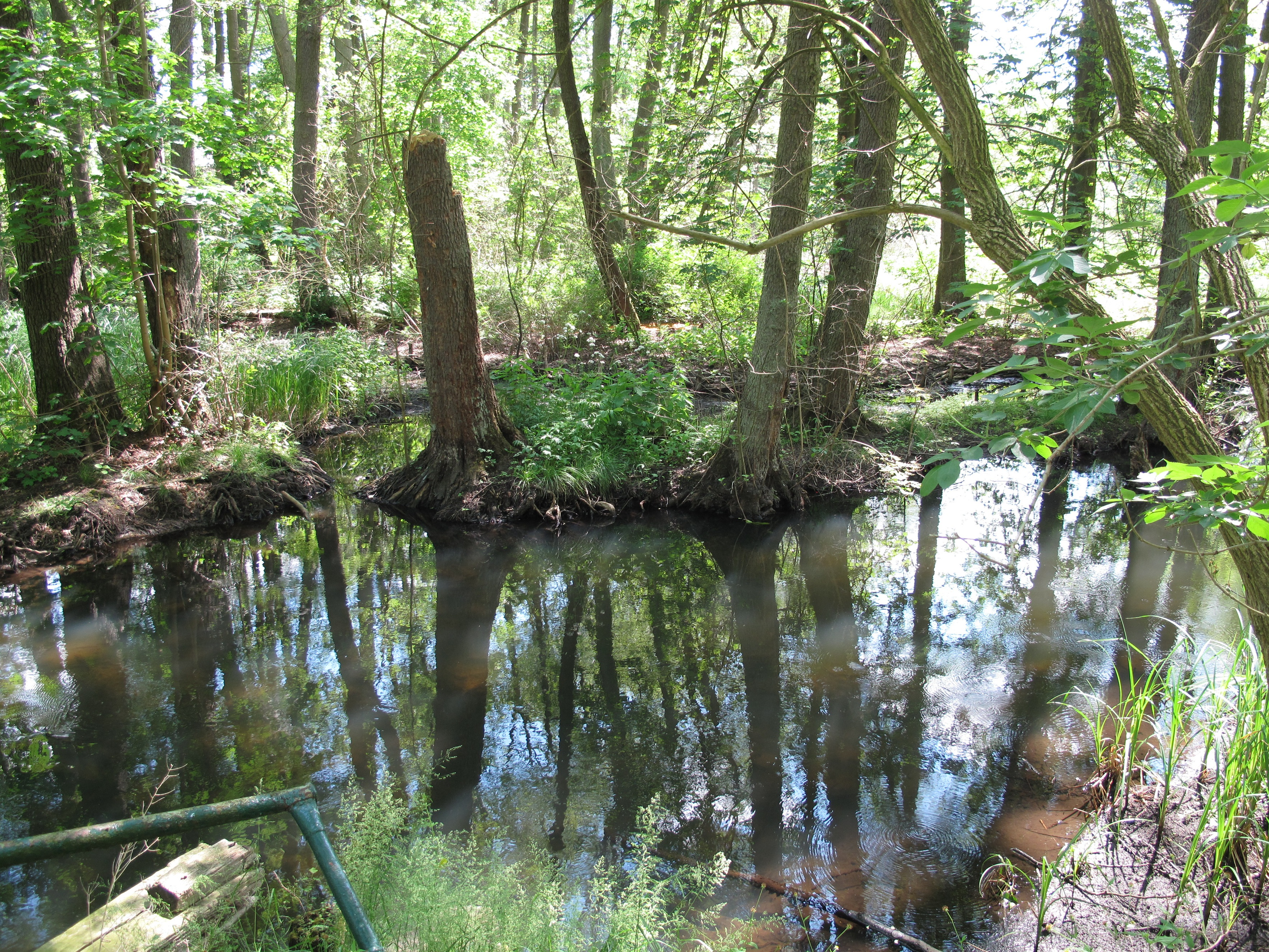
Die Löcknitz im Naturschutzgebiet bei Kienbaum

Der Großteil des Naturschutzgebietes ist für Besucher gesperrt, nur einige Bereiche sind mit Wanderwegen ausgestaltet. Das Niedermoor verfügte in seiner Geschichte regelmäßig über ausreichend Wasser, so dass bislang keine Torfzersetzung auftrat. Vor den 1960er Jahren angelegte Stichgräben sind mittlerweile ebenfalls zugewachsen, so dass für eine Wiederherstellung artenreicher Wiesen gute Voraussetzungen vorliegen. Neben Erlenbruchwäldern, bodensauren Eichenwäldern und Weiden finden sich Quellfluren, Nasswiesen, nährstoffarme Feuchtwiesen, die sich mit sandigem Magerrasen abwechseln.

## Fauna und Flora
Die Wasserqualität der Löcknitz wird als eutroph beschrieben, dennoch sind im gesamten Flussabschnitt hochwertige Laichkrautgesellschaften zu finden. Im Fluss leben über 20 Fischarten wie der Aland, Bitterling, Döbel, Gründling, Hasel, Rapfen und Steinbeißer.
An Land finden sich viele vom Aussterben bedrohte Arten wie das Breitblättrige und Steifblättrige Knabenkraut, das Helm-Knabenkraut, die Sibirische Schwertlilie oder die Sumpf-Stendelwurz.
Die Glattnatter hat hier ebenso ihren Lebensraum wie rund 100 Vogelarten, beispielsweise der Rohrsänger, alle drei Schwirlarten, Braunkehlchen, Eisvogel, Grasmücken und Neuntöter. Gesichtet wurden darüber hinaus der Kranich sowie der Fischadler. Im Tal und in seinem Umland wurden bislang 650 Großschmetterlingsarten nachgewiesen.